# Marc Nygaard
Marc Nygaard (Copenaghen, 1º settembre 1976) è un ex calciatore danese di ruolo attaccante.

## Carriera

### Club
Ha debuttato tra i professionisti nel 1995 nei Paesi Bassi con l'Heerenveen che lo ha prelevato nello stesso anno dal Copenaghen. Ha successivamente girato tra Paesi Bassi e Belgio cambiando varie squadre prima di trasferirsi al Brescia nel 2003 che lo gira in prestito al Catania nel 2003.
Con gli etnei gioca per 6 mesi prima, segnando 3 goal in 12 partite; uno di questi è stato il 27 settembre 2003 che ha deciso un derby contro il Messina vinto per 1-0. Al termine dei 6 mesi i viene nuovamente ceduto in prestito dal Brescia, questa volta al Vicenza nel gennaio 2004, dove trova molto meno spazio giocando solo 4 partite, facendosi notare solo perché una leggenda narra che una volta Nygaard abbia tentato una rovesciata dal cerchio di centrocampo.
Alla fine della stagione torna al Brescia, con cui ha fatto il suo esordio nel massimo campionato italiano il 17 ottobre 2004 nella partita Brescia-Parma vinta per 3-1 dai bresciani. La sua esperienza bresciana è comunque negativa, gioca solo 10 partite passando come oggetto misterioso, e a seguito della retrocessione in Serie B del club si trasferisce in Inghilterra al QPR.
Con il club inglese disputa 3 stagioni in Championship, giocando meglio rispetto a quanto mostrato in Italia, segnando 13 goal in 69 partite in 3 anni di militanza.
Al termine dell'esperienza londinese torna in Patria firmando con il Randers il 28 gennaio 2008; milita per 2 anni ai Randers, tornando anche (seppur per una fugace apparizione) a giocare in Nazionale, e risultando poi essere il Capocannoniere del campionato nella stagione 2008-2009. Alla fine della sua esperienza coi Randers nel 2010 si parlava di un suo ritorno in Italia in quanto interessava in Serie B; tuttavia la cosa non si è concretizzata in quanto si è trasferito all'Unterhaching nella terza serie tedesca.
Nygaard, al termine dell'esperienza in Germania, è tornato in Olanda all'Helmond Sport nel 2011, in cui vi rimane per una stagione.
Chiuderà successivamente la carriera in patria nelle file dell'AB nel gennaio 2014.

### Nazionale
Ha giocato 7 partite con la Nazionale tra il 2000 e il 2008, 6 di queste nel periodo al Roda JC, uscendo dal giro di Nazionale per poi rientrarvi per una singola apparizione i 6 settembre 2008 contro l'Ungheria.

## Statistiche

### Cronologia presenze e reti in nazionale
| Cronologia completa delle presenze e delle reti in nazionale ― Danimarca | Cronologia completa delle presenze e delle reti in nazionale ― Danimarca | Cronologia completa delle presenze e delle reti in nazionale ― Danimarca | Cronologia completa delle presenze e delle reti in nazionale ― Danimarca | Cronologia completa delle presenze e delle reti in nazionale ― Danimarca | Cronologia completa delle presenze e delle reti in nazionale ― Danimarca | Cronologia completa delle presenze e delle reti in nazionale ― Danimarca | Cronologia completa delle presenze e delle reti in nazionale ― Danimarca |
| Data                                                                     | Città                                                                    | In casa                                                                  | Risultato                                                                | Ospiti                                                                   | Competizione                                                             | Reti                                                                     | Note                                                                     |
| ------------------------------------------------------------------------ | ------------------------------------------------------------------------ | ------------------------------------------------------------------------ | ------------------------------------------------------------------------ | ------------------------------------------------------------------------ | ------------------------------------------------------------------------ | ------------------------------------------------------------------------ | ------------------------------------------------------------------------ |
| 15-11-2000                                                               | Copenaghen                                                               | Danimarca                                                                | 2 – 1                                                                    | Germania                                                                 | Amichevole                                                               | -                                                                        | 46’                                                                      |
| 28-3-2001                                                                | Praga                                                                    | Rep. Ceca                                                                | 0 – 0                                                                    | Danimarca                                                                | Qual. Mondiali 2002                                                      | -                                                                        | 88’                                                                      |
| 6-6-2001                                                                 | Copenaghen                                                               | Danimarca                                                                | 2 – 1                                                                    | Malta                                                                    | Qual. Mondiali 2002                                                      | -                                                                        | 69’                                                                      |
| 15-8-2001                                                                | Nantes                                                                   | Francia                                                                  | 1 – 0                                                                    | Danimarca                                                                | Amichevole                                                               | -                                                                        | 17’                                                                      |
| 1-9-2001                                                                 | Copenaghen                                                               | Danimarca                                                                | 1 – 1                                                                    | Irlanda del Nord                                                         | Qual. Mondiali 2002                                                      | -                                                                        | 78’                                                                      |
| 13-2-2002                                                                | Riyad                                                                    | Arabia Saudita                                                           | 0 – 1                                                                    | Danimarca                                                                | Amichevole                                                               | -                                                                        | 78’                                                                      |
| 6-9-2008                                                                 | Budapest                                                                 | Ungheria                                                                 | 0 – 0                                                                    | Danimarca                                                                | Qual. Mondiali 2010                                                      | -                                                                        | 87’                                                                      |
| Totale                                                                   |                                                                          | Presenze                                                                 | 7                                                                        |                                                                          | Reti                                                                     | 0                                                                        |                                                                          |

## Palmarès

### Club
- Coppa di Danimarca: 1

Copenhagen: 1994-1995

### Individuale
- Capocannoniere del campionato danese: 1

2008-2009 (16 reti)